# Marc Van de Vijver
Marc Frans Celine Van de Vijver (Beveren, 19 november 1961) is een Belgisch politicus voor CD&V en burgemeester van Beveren-Kruibeke-Zwijndrecht in de provincie Oost-Vlaanderen.

## Biografie
Van de Vijver ging tot zijn 13de naar school. Hij volgde landbouw aan het Technisch Instituut Sint-Isidorus, een Broederschool in Sint-Niklaas. Na het lager secundair onderwijs verliet hij de schoolbanken en ging hij werken als landbouwer op de familieboerderij in opvolging van zijn vader, die een hersentumor had gekregen.
Van de Vijver ging in de politiek en werd in 1982 lokaal voorzitter van de CVP-jongeren. In 1988 werd hij OCMW-raadslid van Beveren. Bij de gemeenteraadsverkiezingen van 1994 stond hij slechts 24ste op de lijst, maar toch raakte hij met bijna 800 voorkeurstemmen verkozen als gemeenteraadslid.
Bij de volgende verkiezingen deed hij het met 1700 voorkeurstemmen nog beter. Enkel burgemeester François Smet en schepen Robert Blommaert haalden meer stemmen en Van de Vijver werd zo van 2001 tot 2005 schepen van Mobiliteit, Land- en Tuinbouw. In 2005 volgde hij dan François Smet op als burgemeester, toen die op 66-jarige leeftijd stopte met politiek. Van de Vijver bleef burgemeester na de gemeenteraadsverkiezingen van 2006, 2012 en 2018. Van de Vijver bleef burgemeester van Beveren tot eind 2024, waarna de gemeente opging in de fusiegemeente Beveren-Kruibeke-Zwijndrecht. Daar voerde hij bij de gemeenteraadsverkiezingen van oktober 2024 de lijst Wij Samen Sterker aan, een kartellijst van CD&V en Open Vld die met 15 van de 43 zetels de meeste zetels binnenhaalde. Er werd een coalitie gevormd met N-VA en begin 2025 werd Van de Vijver de eerste burgemeester van deze nieuwe gemeente.
Bij de rechtstreekse Vlaamse verkiezingen van 7 juni 2009 werd hij als lijstduwer op de CD&V-lijst verkozen in de kieskring Oost-Vlaanderen. Hij bleef Vlaams Parlementslid tot mei 2014 en raakte toen niet herkozen. Hij was in het Vlaams Parlement actief in de commissies Mobiliteit en Openbare Werken en Landbouw, Visserij en Plattelandsbeleid.